# Adolphia
Adolphia – rodzaj roślin z rodziny szakłakowatych (Rhamnaceae). Obejmuje dwa gatunki występujące w południowo-zachodniej części Ameryki Północnej.

## Systematyka
Pozycja według APweb (aktualizowany system APG III z 2009)
Przedstawiciel rodziny szakłakowatych (Rhamnaceae) należącej do rzędu różowców (Rosales) reprezentującego dwuliścienne właściwe.
Wykaz gatunków
- Adolphia californica S.Watson
- Adolphia infesta (Kunth) Meisn.